# Lasia spinosa
Lasia spinosa är en kallaväxtart som först beskrevs av Carl von Linné, och fick sitt nu gällande namn av George Henry Kendrick Thwaites. Lasia spinosa ingår i släktet Lasia och familjen kallaväxter. Inga underarter finns listade.

## Bildgalleri

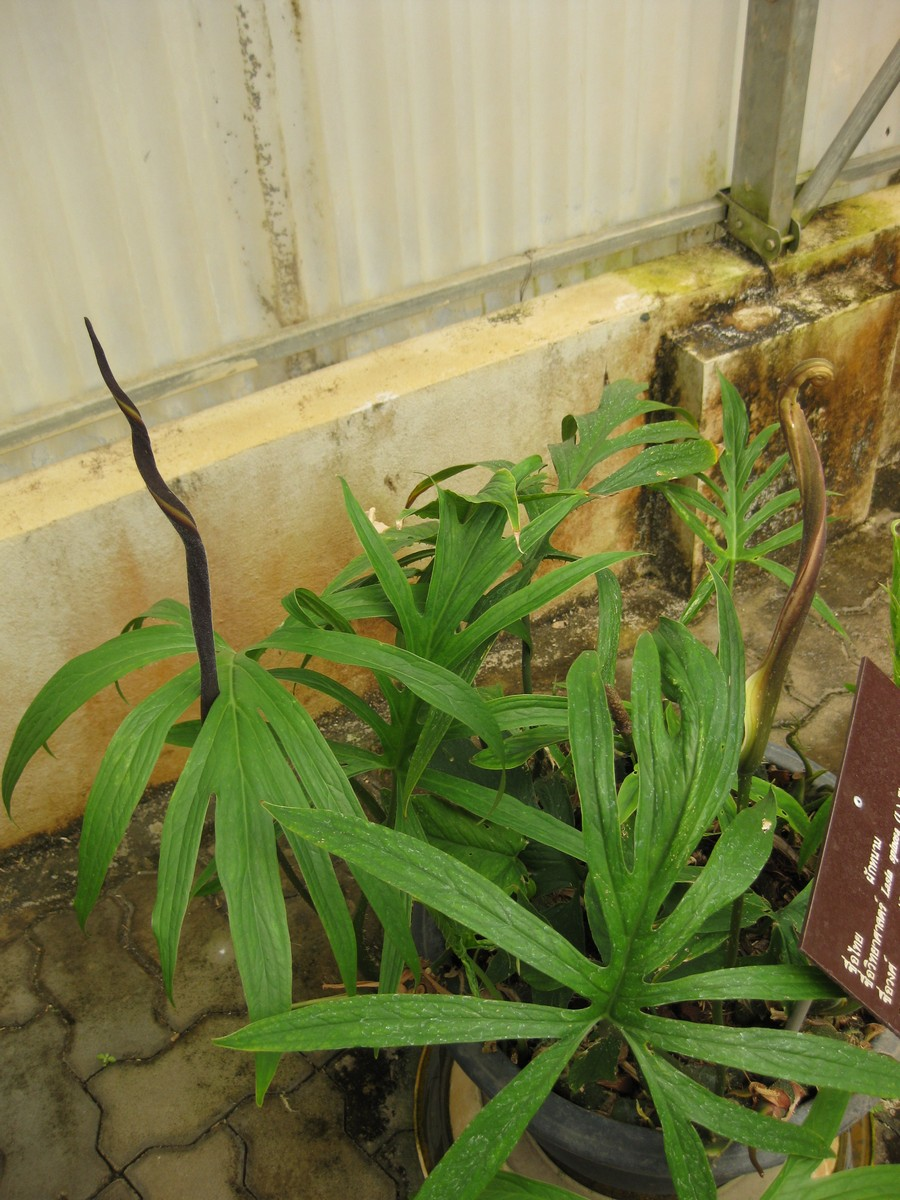
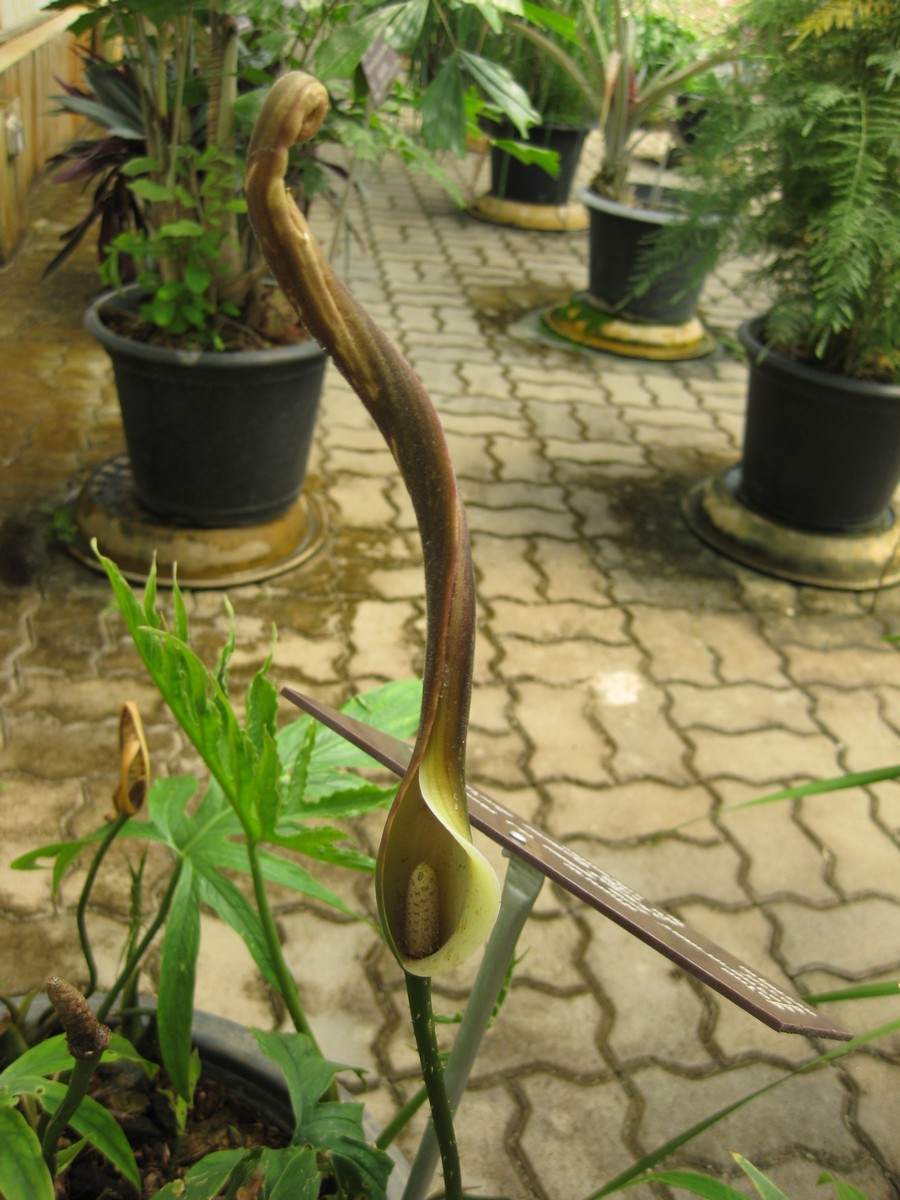
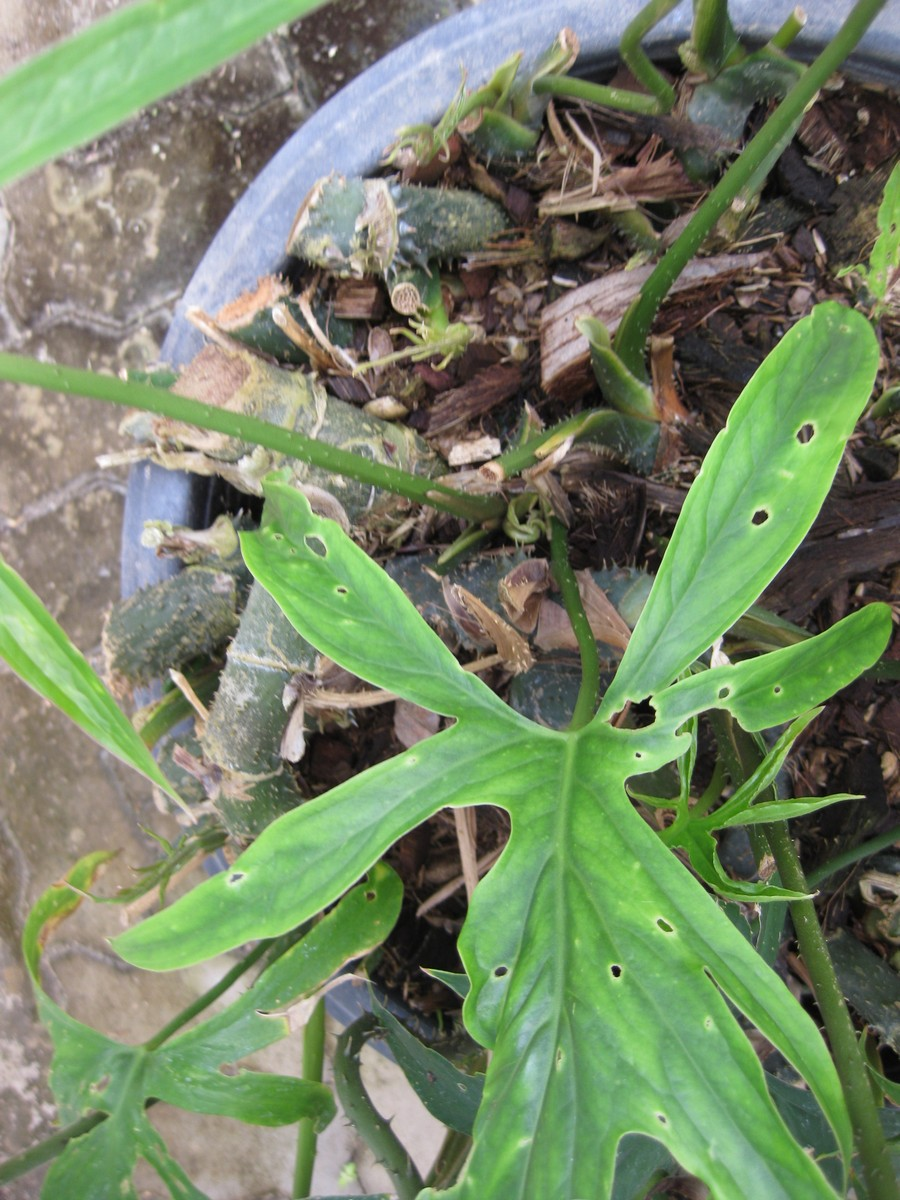
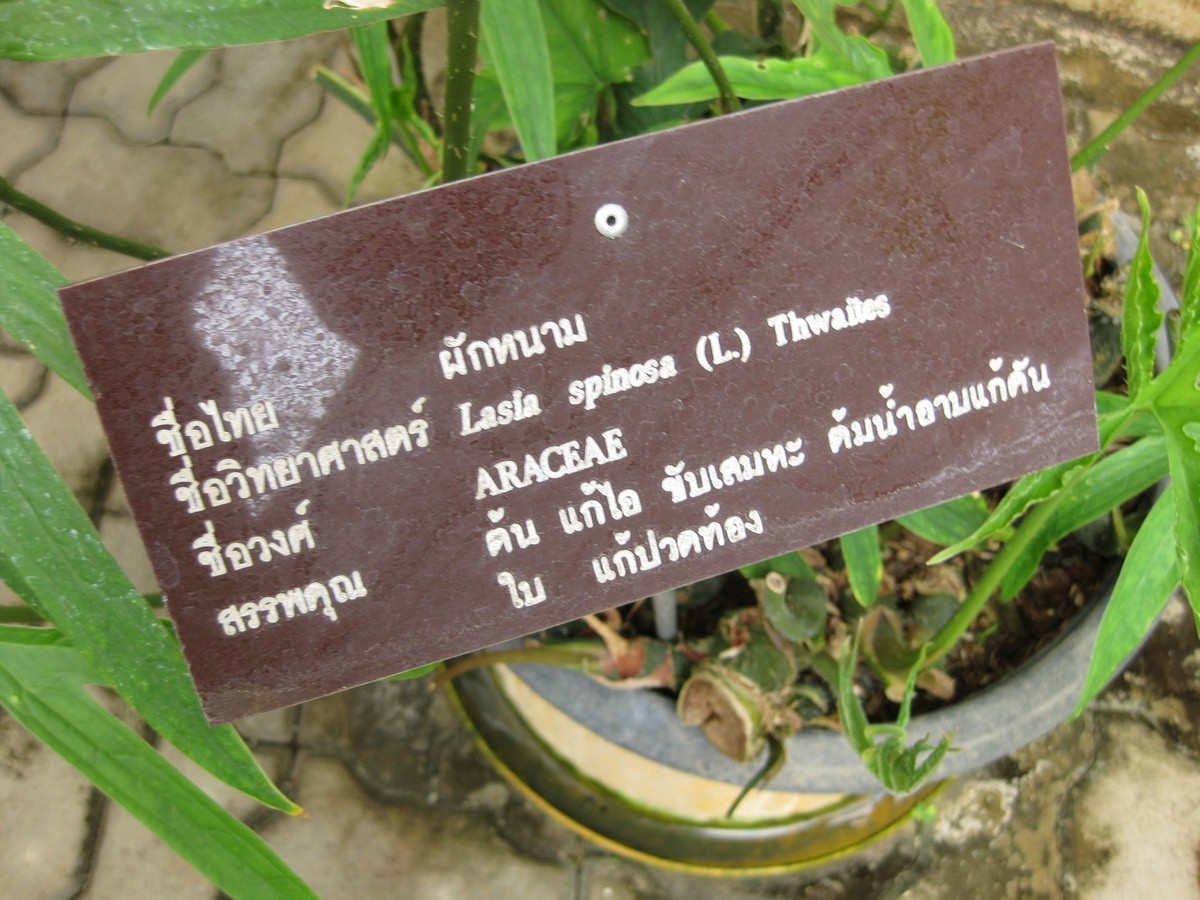